# Talivittaticella nuda
Talivittaticella nuda är en mossdjursart som beskrevs av Gordon 1993. Talivittaticella nuda ingår i släktet Talivittaticella och familjen Catenicellidae. Inga underarter finns listade i Catalogue of Life.